# Сачса 4
Сачса 4 (англ. Sachsa 4) — індіанська резервація в Канаді, у провінції Британська Колумбія, у межах регіонального округу Елберні-Клекват.

## Населення
За даними перепису 2016 року, індіанська резервація не ма постійного населення.

## Клімат
Середня річна температура становить 9,4°C, середня максимальна – 18,1°C, а середня мінімальна – 0,8°C. Середня річна кількість опадів – 2 906 мм.
| Клімат поселення                              | Клімат поселення | Клімат поселення | Клімат поселення | Клімат поселення | Клімат поселення | Клімат поселення | Клімат поселення | Клімат поселення | Клімат поселення | Клімат поселення | Клімат поселення | Клімат поселення | Клімат поселення |
| Показник                                      | Січ.             | Лют.             | Бер.             | Квіт.            | Трав.            | Черв.            | Лип.             | Серп.            | Вер.             | Жовт.            | Лист.            | Груд.            |                  |
| Середній максимум, °C                         | 7,93             | 9,01             | 9,56             | 11,54            | 14,28            | 16,49            | 17,41            | 18,10            | 16,56            | 12,74            | 9,32             | 7,33             |                  |
| Середня температура, °C                       | 4,35             | 5,44             | 5,99             | 7,97             | 10,71            | 12,92            | 14,69            | 15,36            | 13,85            | 10,03            | 6,60             | 4,62             |                  |
| Середній мінімум, °C                          | 0,76             | 1,87             | 2,42             | 4,38             | 7,14             | 9,36             | 11,96            | 12,66            | 11,13            | 7,29             | 3,87             | 1,89             |                  |
| Норма опадів, мм                              | 427              | 327              | 298              | 221              | 143              | 107              | 57               | 71               | 98               | 301              | 460              | 396              |                  |
| Середньомісячна швидкість вітру, м/с          | 4.32             | 3.97             | 4.16             | 4.07             | 3.91             | 3.87             | 3.66             | 3.30             | 3.14             | 3.61             | 4.32             | 4.30             |                  |
| Середньомісячна сонячна радіація, кДж/м²·день | 3156             | 5947             | 9677             | 14404            | 18066            | 19360            | 20030            | 17111            | 12850            | 7068             | 3624             | 2472             |                  |
| --------------------------------------------- | ---------------- | ---------------- | ---------------- | ---------------- | ---------------- | ---------------- | ---------------- | ---------------- | ---------------- | ---------------- | ---------------- | ---------------- | ---------------- |
| Джерело:                                      |                  |                  |                  |                  |                  |                  |                  |                  |                  |                  |                  |                  |                  |